# 马塞拉
马塞拉（義大利語：Masera），是意大利韦尔巴诺-库西亚-奥索拉省的一个市镇。总面积20平方公里，人口1506人，人口密度75.3人/平方公里（2009年）。ISTAT代码为103042。